# 봉명동 (천안시)
봉명동(鳳鳴洞)은 대한민국 충청남도 천안시 동남구의 행정동이다.

## 지리
천안봉명초등학교, 천안봉서초등학교, 천안계광중학교, 천안서여자중학교, 천안고등학교, 천안여자상업고등학교 등의 학교와 종합병원(순천향대학교 부속 천안병원)이 소재해 있는 전형적인 주거지역으로, 천안시의 원도심과 천안아산역 인근의 신도심 사이에 위치하고 있다.

## 역사
- 1914년 4월 1일 : 행정구역 통폐합에 따라 의항리와 다가리의 일부를 병합하여 봉서산의 이름을 따서 '봉명'이라 하였다.
- 1975년 쌍봉동사무소로 명칭을 변경하였다.
- 1995년 2월 20일 : 쌍봉동이 봉명동(법정동 : 봉명동, 쌍용동 일부)과 쌍용동(법정동 : 쌍용동 대부분, 백석동, 불당동)으로 분동되었다.[1]

## 법정동
- 봉명동
- 쌍용동

## 교육
- 천안봉명초등학교
- 천안봉서초등학교
- 천안계광중학교
- 천안서여자중학교
- 천안고등학교
- 천안여자상업고등학교
- 순천향대학교 의과대학

## 교통
- 봉명역

## 아파트
| 단지명                 | 건설사       | 시행사                           | 주소         | 입주               | 비고             |
| ---------------------- | ------------ | -------------------------------- | ------------ | ------------------ | ---------------- |
| 봉명청솔 3차           | ㈜동신       | 한국토지신탁                     | 봉서8길 13   | 2001년 10월        |                  |
| 봉서산 아이파크        | 현대산업개발 | 봉명2구역 주택재개발정비사업조합 | 봉명4길 29   | 2018년 10월        | 봉명2구역 재개발 |
| 천안 이안 그랑센텀     | 대우산업개발 | 부창구역 주택재개발정비사업조합  | 봉명3길 10-2 | 2024년 10월 (예정) | 부창구역 재개발  |
| E편한세상 봉명아너리움 | 대림산업     | 봉명e편한세상 지역주택조합       | 쌍용대로 160 | 2020년 6월         |                  |